# Klokkenluider (melder van misstanden)
Een klokkenluider is iemand die een misstand openbaar maakt. 

## Definitie
Er worden voor het begrip verschillende definities gehanteerd:
- Een werknemer die misstanden in zijn bedrijf of organisatie naar buiten brengt (Van Dale), al dan niet anoniem.
- Iemand die van binnen de handelende organisatie illegaal handelen, misstanden, of onrecht binnen bestaande machtssystemen openlijk aan de kaak stelt.
- Iemand die door zijn/haar werk kennis heeft van een redelijk vermoeden van een misstand die raakt aan het maatschappelijk belang. Wet Huis voor klokkenluiders

## Typering
Een klokkenluider kan een integer persoon zijn, maar ook iemand die aanvankelijk aan de bekritiseerde praktijken heeft meegedaan, vervolgens spijt kreeg en de misstanden openbaar maakt. Persoonlijke motieven kunnen ook ten grondslag liggen aan het klokkenluiden, zoals bescherming van de eigen reputatie, persoonlijke wraakacties, of het hinderen van een collega-concurrent uit carriere-motieven.
Doorgaans wordt het de klokkenluider initieel niet in dank afgenomen informatie naar buiten te hebben gebracht. Dikwijls verliest hij zijn baan bij de betreffende organisatie, zaak of instelling. Ad Bos kon in de bouwsector geen baan meer vinden. Paul van Buitenen werd een paria en moest worden overgeplaatst, maar werd later verkozen als lid van het Europees Parlement. Tegen Christoph Meili werd een arrestatiebevel uitgevaardigd. Fred Spijkers werd als politiek crimineel bestempeld en schizofreen verklaard. Mordechai Vanunu werd ontvoerd en tot langdurige gevangenisstraf in isolement veroordeeld. In de documentaire Stank voor dank, die op 17 oktober 2016 voor het eerst op televisie werd uitgezonden, kwam een aantal klokkenluiders aan het woord over wat zij hebben ervaren zowel tijdens als na de openbaarmaking van misstanden. Uit een onderzoek dat de FNV rond het jaar 2000 hield, bleek dat van de 119 als klokkenluiders aan te merken werknemers bij de overheid en het bedrijfsleven die werden ondervraagd, 37% zich bedreigd en onder druk gezet voelde, 35% in de ziektewet belandde, 8% geschorst werd en 40% uiteindelijk ontslag kreeg.

## Nederland

### Wet Huis voor klokkenluiders
Op 1 juli 2016 is de Nederlandse Wet Huis voor klokkenluiders in werking getreden. De wet voorziet in de oprichting van het Huis voor Klokkenluiders, dat tevens vanaf 1 juli 2016 operationeel werd. Het Huis heeft tot taak het adviseren en verwijzen van melders, en het doen van onafhankelijk onderzoek naar de melding. Het Huis kan wettelijk geen bescherming bieden aan melders; daarvoor moeten zij naar de rechter.
Het oorspronkelijke initiatiefwetsvoorstel uit 2012 is na kritiek uit verschillende hoeken aangepast. Transparency International Nederland (TI-NL), een internationale niet-gouvernementele organisatie (NGO) die zich inzet tegen corruptie, heeft gelobbyd voor een betere bescherming van klokkenluiders en een verruiming van de wet voor wat betreft het werknemersbegrip: zelfstandigen, uitzendkrachten, stagiaires en gedetacheerde werknemers mogen volgens de huidige wet wel melden, maar zijn nog niet beschermd.

### Jurisprudentie
De bescherming van melders in de publieke sector door de rechter is weerbarstig.
Het Europees Hof voor de Rechten van de Mens heeft een zestal criteria opgesteld voor rechtsbescherming van de melder. Uitspraken van het Hof zouden de basis moeten vormen voor de jurisprudentie in de landen van de Raad van Europa.
Uit ervaring tot op heden komt naar voren dat klokkenluiders door de rechter niet altijd als zodanig worden herkend.  Omdat de term klokkenluider veel gevoelens oproept, wordt door Transparency International gepleit voor een meer neutrale term.

### Interne procedure
De wet stelt verplicht dat organisaties met meer dan 50 medewerkers een interne meldprocedure moet hebben. Hoofdregel is dat een melder eerst intern de misstand moet hebben aangekaart, voordat hij naar het Huis voor klokkenluiders kan. In het boek Mensen met macht (2007) staat dat dit vaak niet werkt. Vooral als de melding gaat over niet-integer handelen door directie of bestuurders, bijt een interne regeling in haar eigen staart: leidinggevenden zijn immers degenen die een eindoordeel over de melding (en over de melder) zullen vellen.

### Rol vertrouwenspersoon
In de interne procedure moet ook beschreven zijn waar een melder vertrouwelijk advies in kan winnen. Daarbij kan bijvoorbeeld gedacht worden aan een adviseur van de afdeling Advies van het Huis voor Klokkenluiders, een advocaat, een jurist van een vakbond, een jurist
van een rechtsbijstandsverzekeraar. Ook worden vertrouwenspersonen genoemd. Het ministerie van SZW maakt daarbij onderscheid tussen  vertrouwenspersonen Integriteit (VPI) en vertrouwenspersonen voor ongewenste omgangsvormen (VPO).

#### Totstandkoming van overheidsregulering in Nederland
Klokkenluiden is een veelbesproken onderwerp en de zichtbaarheid van het belang voor de maatschappij is de laatste jaren gegroeid. Pas in 1999-2000 werd het thema besproken in de politiek naar aanleiding van een onderzoek van de vakbond Abvakabo FNV naar loyaliteit onder ambtenaren (1999) en de klokkenluidersmeldlijn van de vakbond (2000). In 2008 presenteerde de minister van Binnenlandse Zaken het ‘Rapport klokkenluiders procedures in de publieke sector’. Uit het rapport bleek dat de klokkenluidersregelingen in de publieke sector alleen regelingen betroffen voor de interne rapportage van misstanden. Een aanbeveling was de vervanging van verschillende bestaande procedures door een uitgebreid systeem en een onafhankelijk klokkenluidersmeldpunt voor zowel de publieke als de private sector. Dit leidde tot oprichting van de Onderzoeksraad Integriteit Overheid en het Adviespunt Klokkenluiders. De Onderzoeksraad Integriteit Overheid onderzocht meldingen van vermoedelijke schendingen van integriteit in de regering, waaronder een aantal zelfstandige bestuursorganen - de politie, defensie, gemeenten, provincies en waterschappen.
Het Adviespunt Klokkenluiders ging op 1 oktober 2012 van start. Het was een onafhankelijke instantie die (potentiële) klokkenluiders binnen de overheid en het bedrijfsleven gratis adviseerde en ondersteunde. Het was gericht op mensen op de werkvloer die vermoedens hadden van misstanden op het werk, waarbij het maatschappelijk belang in het geding was. Het adviespunt werd per 1 juli 2016 opgevolgd door het Huis voor Klokkenluiders.

## EU-recht

### Klokkenluidersrichtlijn
Op 11 maart 2019 werd tussen het Parlement en de Raad een akkoord bereikt voor een Richtlijn die melders beschermt als zij schendingen van het EU-recht rapporteren.
In 2000 heeft het Europees Parlement een klokkenluidersregeling aangenomen (ontworpen door vicevoorzitter van de Europese Commissie Neil Kinnock). Daarin werd onder meer geregeld dat een klokkenluider zijn dossier mag doorspelen aan de voorzitter van een van de Europese instellingen. In april 2014 kwam een algemene regeling tot stand met de “Verordening marktmisbruik” 506/2014. Voor de interne werking van de Europese Unie is ook de Europese Ombudsman een aanspreekpunt.

## België
Op federaal niveau kunnen ambtenaren die onregelmatigheden en misbruiken melden, aanspraak maken op bescherming, ofwel via de ombudsdienst, ofwel sedert 5 april 2014 via de vertrouwenspersonen. Voor klokkenluiders in het algemeen geldt de Wet tot bescherming van de journalistieke bronnen van 7 april 2005. Meer recent werd op 28 november 2022 een nieuwe Klokkenluiderswet aangenomen in omzetting van Europese wetgeving van 2019.
De wet van 15 september 2013 betreffende de melding van een veronderstelde integriteitsschending in de federale administratieve overheden door haar personeelsleden stelt een klokkenluidersregeling in voor federale ambtenaren.
Sedert 2004 heeft de Vlaamse overheid een klokkenluidersregeling. Op grond van het Ombudsdecreet kunnen personeelsleden van de Vlaamse overheid bij de Ombudsdienst klokkenluidersbescherming aanvragen bij het melden van onregelmatigheden. De bescherming geldt voor twee jaar na het einde van het onderzoek.
In juni 2022 werd de oprichting van een vzw “Huis voor de klokkenluiders” aangekondigd.
In juli 2025 minister stelt Hilde Crevits voor om de Vlaamse Ombudsdienst aan te duiden als centrale ondersteuner. Ze wil het ook eenvoudiger maken om een melding te doen en wil strafrechtelijke sancties mogelijk maken voor wie klokkenluiders onder druk zet of benadeelt.

### Wet 28 november 2022
In België werd de Wet van 28 november 2022 betreffende de bescherming van melders van inbreuken op het Unie- of nationale recht vastgesteld binnen een juridische entiteit in de private sector ingevoerd. Deze wet betreft een omzetting van de Europese Richtlijn nr. 2019/1937 van 23 oktober 2019 inzake de bescherming van personen die inbreuken op het Unierecht melden en heeft tot doel te toepassing van Belgische en Europese wetgeving op sommige gebieden te verbeteren en doeltreffender te maken door klokkenluiders te beschermen.

#### Toepassingsgebied

##### Materieel
De Klokkenluiderswet voorziet in gemeenschappelijke minimumnormen om klokkenluiders te beschermen die een melding doen over:
- overheidsopdrachten
- financiële diensten
- producten en markten
- voorkoming van witwassen van geld en terrorismefinanciering
- productveiligheid en productconformiteit
- veiligheid van het vervoer
- bescherming van het milieu
- stralingsbescherming en nucleaire veiligheid
- veiligheid van levensmiddelen en diervoeders
- volksgezondheid
- consumentenbescherming
- bescherming van persoonlijke levenssfeer
- beveiliging van netwerk- en informatiesystemen
- bestrijding van belastingfraude en sociale fraude
- inbreuken die de financiële belangen van de Europese Unie schaden
- inbreuken op regels die verband houden met de interne markt, met inbegrip van staatssteunregels en mededinging

##### Beschermde klokkenluiders
De wet beschermt enkel melders werkzaam in de particuliere sector die informatie hebben verkregen over inbreuken in een werkgerelateerde sector. De informatie moet zijn verkregen door een persoon die een professionele relatie heeft met het bedrijf in kwestie. Dat is bijvoorbeeld het geval voor werknemers, ambtenaren, zelfstandigen, aandeelhouders, bestuurders, toezichthoudende organen, vrijwilligers, stagiairs, personen die werken onder toezicht en leiding van aannemers, onderaannemers en leveranciers.
Het heeft geen belang of de professionele relatie beëindigd is of niet sinds de melding.
De volgende personen worden uitgesloten van bescherming:
- personen die tegen beloning of vergoeding inbreuken melden aan handhavingsinstanties op voorwaarde dat zij op basis van hun geïnformeerde toestemming vermeld zijn als informant of als dusdanig zijn geregistreerd in databanken die worden beheerd door de autoriteiten die op nationaal niveau aangewezen zijn
- personen die een waarschuwing of openbaarmaking doen op grond van een verplichting die voortvloeit uit een van de sectorale handelingen van de Unie

#### Bescherming
De wet beschermt enkel "geldige melders". Daarvan is sprake wanneer het gaat om iemand die:
- gegronde redenen had om aan te nemen dat de informatie over de inbreuk op het ogenblik van de melding juist was en binnen het toepassingsgebied van de wet valt; en
- een interne of externe melding deed of informatie openbaar heeft gemaakt zoals bepaald in de wet

De wet beschermt geen personen die de melding niet te goeder trouw deden en de melding achteraf onjuist blijkt te zijn.
De melder wordt beschermd tegen represailles. Elke ongunstige behandeling geeft de melder recht op een schadevergoeding van minimaal 18 weken tot maximaal 26 weken loon. Deze vergoeding is niet cumuleerbaar met de vergoeding voor kennelijk onredelijk ontslag.
Een klokkenluider in de sector financiële diensten, producten en markten die represailles ondervindt, kan een vergoeding eisen in de vorm van een forfaitair bedrag van 6 maanden brutoloon of het werkelijk geleden verlies. In deze sectoren kan de klokkenluider ook verzoeken om herstel of eerbiediging van zijn of haar arbeidsvoorwaarden.
Represailles worden bestraft met sociaalrechtelijk sancties van niveau 4 (d.w.z. gevangenisstraf en/of boete).
Melders die misbruik maken van de wet, kunnen strafrechtelijk worden vervolgd.

## Internationaal
Het Verenigd Koninkrijk regelde via de Public Interest Disclosure Act 1998 criteria voor de bescherming van klokkenluiders. Ook in de Verenigde Staten worden klokkenluiders (whistleblowers) juridisch beschermd.

## Responsible disclosure
Een aparte categorie klokkenluiders zijn ethische hackers: personen die zwakheden en onregelmatigheden melden in computersystemen van de overheid, of van ondernemingen. Zonder aangepaste bescherming zouden dergelijke praktijken beschouwd kunnen worden als inbraak en dus strafbaar zijn. Daarom is nu in vele landen een regeling voorzien voor responsible disclosure, waarbij de “klokkenluiders” bijdragen tot de veiligheid van ICT-systemen door kwetsbaarheden op verantwoorde wijze te melden en af te handelen, zodat schade zo veel als mogelijk kan worden vermeden. 
In Nederland wordt dit begeleid door het Nationaal Cyber Security Centrum, in België door het Centrum voor Cybersecurity, bijvoorbeeld via een modelverklaring voor gebruik door bedrijven en organisaties.

## Organisaties
Meerdere NGO’s ondersteunen klokkenluiders of ijveren voor erkenning en bescherming van klokkenluiders, zoals Government Accountability Project, het internationale netwerk Blueprint for free speech, het Britse Public Concern at Work, of het  Plateforme pour les lanceurs d’alerte en Afrique.

## Communicatie
Klokkenluiders die represailles vrezen, gebruiken versleutelingsmethoden en anonieme software voor het delen van content om hun identiteit te beschermen, zoals de browser-en-netwerk Tor, of specifieke platforms zoals SecureDrop of GlobaLeaks. Ook WikiLeaks werkte met dergelijke methodes. 

## Bekende klokkenluiders

### 19e eeuw en vroeger
- Bartolomé de las Casas (slavernij)
- Eduard Douwes Dekker (Multatuli; koloniale misstanden in Nederlands-Indië)
- Henri Dunant (Rode Kruis)
- George Perkins Marsh (milieubeschermer)
- Antonio Montesino (uitbuiting van indianen op het eiland Hispaniola)
- Lorenzo Valla[22] (Donatio Constantini)

### 20e eeuw
- Philip Agee (CIA)
- Ad Bos (Bouwfraude)
- Paul van Buitenen (Europese Commissie)
- Paul Demaegt (RTT-schandaal)
- Edmund Dene Morel (Leopold II & Congo)
- Daniel Ellsberg (Pentagon Papers)
- Roelie Post (Europese Commissie)
- Mark Felt (Deep Throat; Watergateschandaal)
- Ivan Illich (bevrijdingstheologie)
- Mala Kishoendajal (affaire Tara Singh Varma)
- Henk Laarman (Ministerie van VROM)
- Harry Markopolos (Ponzifraude)
- Christoph Meili (misbruikte Joodse tegoeden bij Zwitserse banken)
- Willem Oltmans (koos partij voor Indonesië en zorgde ervoor dat Nieuw-Guinea in Indonesische handen overging)
- Joop Hueting (Nederlandse oorlogsmisdaden in onafhankelijkheidsoorlog Indonesië)
- Aleksandr Solzjenitsyn (De Goelag Archipel)
- Fred Spijkers (Koninklijke Marine, ondeugdelijke landmijnen)
- Mordechai Vanunu (Israëlische kernwapens)
- Frits Veerman (bedrijfsspionage en diefstal atoomgeheimen bij URENCO)[23]
- Jeffrey Wigand (tabaksindustrie, verfilmd in The Insider)
- Johan Wilman (Koninklijke Marine, ondeugdelijk materiaal)
- Gerrit de Wit (Ministerie van VROM)
- Louis Worms (Schrootfraude)

### 21e eeuw
- Anoniem (Liborschandaal, 2012)
- Anoniem (Offshore-leaks, 2013)
- Anoniem (Panama Papers, 2015)
- Anoniem (Paradise Papers, 2017)
- Rudy Aernoudt (Vlaamse Regering)
- Julian Assange (WikiLeaks)
- Antoine Deltour (LuxLeaks)
- Hervé Falciani (SwissLeaks)
- Paolo Gabriele (Vatileaks)
- Katherine Gun (Irakoorlog)
- Raphaël Halet (LuxLeaks)
- Roberto Jefferson (Mensalão-schandaal, en de latere Operatie Lava Jato)
- Chelsea Manning (Irakoorlog)
- Hans-Peter Martin (Europees Parlement, corruptie)
- Rui Pinto (Football Leaks)
- Paul Schaap (Kernreactoren Petten, veiligheid)
- Edward Snowden (spionage door NSA)
- Harrie Timmerman (Schiedammer parkmoord)
- Michail Trepasjkin (geheime operatie FSB)
- Li Wenliang (coronacrisis in China)
- Christopher Wylie (Cambridge Analytica)
- Kim Koumans (misstanden in de Nederlandse danswereld)

### Informatie
- Huis voor Klokkenluiders
- Expertgroep Klokkenluiders
- Leidraad responsible disclosure (ICT) op ncsc.nl
- Transparency International Nederland
- Blogs over melden van misstanden

(bestaande links behalve Huis…) 

### Organisaties
- Huis voor klokkenluiders (Nederland)
- Government Accountability Project (VS)
- Blueprint for free speech
- Public Concern at Work (VK)
- Plateforme pour les lanceurs d’alerte en Afrique (PPLAAF, Afrika)